# Nils Andersson i Pettersborg
Nils Andersson (i riksdagen kallad Andersson i Pettersborg), född 1 mars 1847 i Västra Vemmerlöv, Malmöhus län, död 12 maj 1923 i Trelleborg, var en svensk lantbrukare och riksdagsman.
Andersson var lantbrukare i Pettersborg i Malmöhus län. Han var även politiker och ledamot av riksdagens andra kammare 1897-1908, invald i Skytts härads valkrets.